# Кредеове капи
Кредеове капи представљају водени раствор сребро-нитрата намењен за офталмолошку примену. Капи носе име по немачком гинекологу Кредеу, који је 80-их година 19. века први пут успешно показао ефикасност 2% раствора сребро-нитрата у профилакси развитка офталмије неонаторум код новорођених беба. Носилац активности раствора јесте сребров јон, који делује антисептично и показује активност против најчешћег узрочника неонаталног конјунктивитиса (Neisseria gonorrhoeae). Кредеове капи су у концентрацији од 1% дуго рутински коришћене све до открића и шире примене антибиотика (пеницилина, касније тетрациклина и макролида). Услед чињенице да могу изазвати хемијски конјунктивитис као и да не показују ефикасност у превенцији неонаталног конјунктивитиса изазваног хламидијом, профилактичка примена Кредеових капи се више не препоручује (уместо њих, препоручује се локална примена еритромицина или тетрациклина).